# 铁峪铺镇
铁峪铺镇，是中华人民共和国陕西省商洛市丹凤县下辖的一个乡镇级行政单位。
2015年，陕西省民政厅批复同意将花瓶子镇双河村划归铁峪铺镇。

## 行政区划
铁峪铺镇下辖以下地区：
中心村、花魁村、东川村、白果村、化庙村、桃花村、油房村、李山村、寺底铺村和双河村。